# Ягельный
Я́гельный —  посёлок в Надымском районе Ямало-Ненецкого автономного округа России.

## География
Расположен на левом берегу реки Левой Хетты, в 110 км от Надыма.

## Население
| 1989 | 2002  | 2010 | 2011 | 2012 | 2013  | 2014 |
| ---- | ----- | ---- | ---- | ---- | ----- | ---- |
| 0    | ↗1075 | ↘963 | ↘959 | ↘947 | ↘935  | ↘896 |
| 2015 | 2016  | 2017 | 2018 | 2019 | 2021  |      |
| ↘881 | ↘867  | ↗890 | ↘888 | ↗899 | ↗1282 |      |

## История
Своим рождением поселок обязан возникновению на 383 километре газопровода Уренгой — Ужгород компрессорной станции. Ягельное линейно-производственное управление магистральных газопроводов (ЛПУ МГ) было организовано в соответствии с письмом Мингазпрома от 15.08.1982 года и приказом № 41 от 24.01.83 г. ВПО «Тюменгазпром» для обеспечения надежной и бесперебойной эксплуатации газопроводов Уренгой — Помары — Ужгород и Уренгой — Центральные районы Европейской части СССР. Поселок появился на карте Надымского района в 1983 г.
Ягельная сельская администрация была создана по постановлению главы муниципального образования город Надым и Надымский район от 16.01.1998 года № 7 в соответствии с решением собрания представителей муниципального образования город Надым и Надымский район от 26.12.1997 № 22 путём выведения из состава Приозёрной сельской администрации, куда поселок входил с 30.12.1986 года.
Из воспоминаний первых работников Ягельного ЛПУ:
```
«Первый год проживали в вагончиках в поселке строителей, а те, кто жили в „бочках“, были счастливыми людьми. Продукты питания завозили из Надыма, дорога была только зимняя и на „вахтовке“ занимала пять часов. А когда везли первую роженицу в роддом, из Надыма было отправлено три „Татры“, и только одна из них добралась до поселка, остальные застряли в пути. О телевидении и радио и не мечтали, газеты и книги, доставляемые редкой почтой на вертолете, зачитывали до дыр»
[
19
]
.
```

«25-летняя история существования Ягельного ЛПУ пролетели как один миг. Эти годы были самыми яркими, дружными, полные романтики и новизны. Работать было сложно, порой страшно, потому что на любом участке ЛПУ ответственность настолько высока, как в воздушной авиации, но зато очень интересно. Тогда все были молоды, полны энтузиазма, ни что не пугало: ни производственные трудности, ни житейские перипетии, ни суровые северные условия. Было что-то необыкновенное и в человеческих отношениях, какая-то чистота и проникновенность. Двери никогда не закрывались на замок. Праздники и день рождения отмечали всем коллективом, а вечерние общежитские посиделки с песнями, играми, разговорами по душам …. Наверное, только сплоченность людей могла скрасить ощущение оторванности от цивилизации».
«Когда я приехала в 1983 году, — рассказывает Сидорова И. П., — на месте будущей КС были только сваи, а поселок представлял собой несколько бочек, вагончиков и два общежития, смонтированных из ВЖК. Основная часть жителей поселка работала в строительных организациях. Нас, работников ЛПУ, насчитывающих в то время только 10 человек, приютили в поселке временно. Для эксплуатационников было начато строительство капитального поселка — финского жилого комплекса. Здания росли прямо на глазах. А как нас удивляла щедрая тайга! Ягоды и грибы можно было собирать прямо у порога вагончика. Первое время мы и питались почти одними грибами. В то время нас не покидало чувство оторванности от цивилизованного мира. Ведь добраться до г. Надыма можно было только на вертолете, а связью была одна телефонная линия. Без телевизора и газет, только редкие письма, переданные через попутчиков, часто сидели без света и без питьевой воды…»
«В то время с жильем было туго, иногда доходило до курьёзов: привез муж молодую жену в общежитие, где в комнате 4 кровати, одна — для супружеской пары, а другие — для троих холостяков; а первый начальник Ягельного ЛПУ Говоровский И. В. жил в одной из комнат склада МТО».
Начальники Ягельного ЛПУ: 
1983-1985 гг. — Говоровский Игорь Валерьянович,
1985-1987 гг. — Лебедев Владимир Иванович,
1987-2013 гг. — Шабан Георгий Николаевич,
2013-2017 гг. — Черенков Александр Васильевич,
2017 г. по настоящее время — Кайль Александр Фёдорович
С 2005 до 2020 гг. образовывал сельское поселение посёлок Ягельный, упразднённое в связи с преобразованием муниципального района в муниципальный округ.

## Инфраструктура
Население поселка обслуживается амбулаторией, фельдшерским пунктом. Есть средняя общеобразовательная и детская музыкальная, художественная школы. Кроме того, есть культурно-спортивный комплекс (клуб и спортзал), досуговый центр и бильярдная.